# Moldoveni (Ialomița)
Moldoveni é uma comuna romena localizada no distrito de Ialomiţa, na região de Muntênia. A comuna possui uma área de 25.37 km² e sua população era de 1367 habitantes segundo o censo de 2007.